# 史致諤
史致諤（1802年—1872年），字士良，順天府宛平縣（今屬北京市）人。清朝政治人物。

## 生平
道光十八年（1838年）戊戌科進士。選翰林院庶吉士，散館授編修。歷任江西南昌府、廣信府知府。官至浙江寧紹台道。《清史稿》有傳。

## 延伸阅读
[在维基数据编辑]
 《清史稿·卷434》，出自趙爾巽《清史稿》